# Deux parmi cinq
Un code deux parmi cinq, en télécommunications, est une notation décimale codée binaire dans laquelle chaque chiffre décimal est représenté par un nombre binaire de cinq bits parmi lesquels deux sont à 1, et trois sont à 0.
Ces codes sont en général imprimés sous forme de codes-barres. Ainsi, dans le système POSTNET pour l'acheminement du courrier aux États-Unis, le code ZIP+4 est imprimé sous forme d'un code-barres deux parmi cinq, où les 1 correspondent à de longues barres, et les 0 à de courtes barres.
L'affectation des différents chiffres décimaux aux combinaisons binaires varie selon les codes. On utilise généralement un moyen mnémotechnique pour identifier un code, sous forme d'un quintuplet de « poids » affecté aux cinq bits. La représentation d'un chiffre correspond alors à une décomposition de ce chiffre selon deux de ces poids.
Par exemple, en télécommunications, on dit que le code est de type 0-1-2-3-6 :
- le chiffre 1 se décompose en 0+1, donc il est représenté par 11000 ;
- le chiffre 8 se décompose en 2+6, donc il est représenté par 00101 ;
- etc.

Notons cependant que 0 n'admet pas de telle décomposition : sa représentation doit être spécifiée à part, ce qui montre les limitations de ce type de moyens mnémotechniques. Ainsi, dans le code 0-1-2-3-6, 0 est représenté par 01100.
Le code utilisé par POSTNET est dit 7-4-2-1-0.
Les ordinateurs IBM 7070, IBM 7072, et IBM 7074 utilisaient un code deux parmi cinq pour le codage des nombres. Les positions des bits étaient numérotées 0-1-2-3-4, sans poids associés. Outre les dix chiffres, trois codes supplémentaires étaient définis : A (alphanumérique), - (moins), et + (plus).
Le tableau suivant indique la représentation des chiffres décimaux de 0 à 9 dans quelques codes deux parmi cinq :
| Chiffre | Télécommunications 01236 | POSTNET 74210 | IBM 7070, 7072, 7074 01234 |
| ------- | ------------------------ | ------------- | -------------------------- |
| 0       | 01100                    | 11000         | 01100                      |
| 1       | 11000                    | 00011         | 11000                      |
| 2       | 10100                    | 00101         | 10100                      |
| 3       | 10010                    | 00110         | 10010                      |
| 4       | 01010                    | 01001         | 01010                      |
| 5       | 00110                    | 01010         | 00110                      |
| 6       | 10001                    | 01100         | 10001                      |
| 7       | 01001                    | 10001         | 01001                      |
| 8       | 00101                    | 10010         | 00101                      |
| 9       | 00011                    | 10100         | 00011                      |
| A       | N/A                      | N/A           | 1––10                      |
| -       | N/A                      | N/A           | 1––01                      |
| +       | N/A                      | N/A           | 0––11                      |

Il est à noter que le nombre N de combinaisons possibles pour un code p parmi n (ici 2 parmi 5) est donné par la formule suivante :
{\displaystyle N={\frac {n!}{p!(n-p)!}}}.

## Deux parmi cinq entrelacé

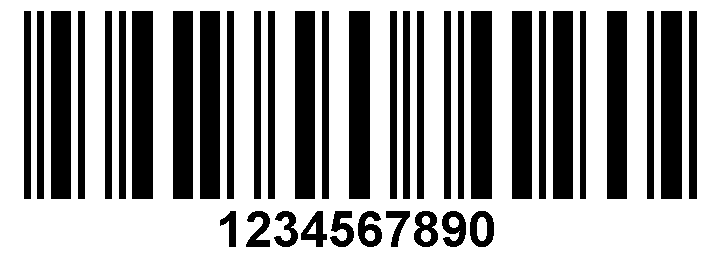
code en symbologie
2 parmi 5 entrelacé.

Dans certains types de codes-barres, on code un chiffre en deux parmi cinq par cinq barres, dont trois fines (les bits à 0) et deux épaisses (les bits à 1).
Il est alors possible de représenter deux chiffres de manière entrelacée (ITF ou 2 parmi 5 entrelacé) :
- le premier chiffre est représenté sous forme de barres noires (trois fines et deux épaisses) ;
- le deuxième chiffre est représenté par l'espacement entre les barres du premier (trois espaces fins et deux épais).

Pour chacun des deux chiffres (celui « en noir » et celui « en blanc »), l'espacement entre ses propres barres ne compte pas ; seule compte l'épaisseur de ses propres barres.